# 田中芳樹
田中芳樹（日语：田中 芳樹，1952年10月22日—），日本著名科幻小說家，本名田中美樹（本名與筆名日文讀音相同）。

## 個人背景
1952年生于熊本县。1978年，以“李家豐”为笔名投稿《在绿色草原上……》夺得日本推理杂志《幻影城》第三届新人奖。他是日本学习院大学研究院的日本語文博士，也對中國古代文學有很深入的涉獵。在他的作品裡，很容易看到《三國演義》的影子。
本姓「田中」在九州地區是很常見的姓氏，因喜歡李白且日本人有行的姓名不多，遂取少見的筆名「李家 豊」（りのいえ ゆたか）。後來發現都要向人解釋讀法挺麻煩，而改回原來姓氏，但本來的名字也很少人唸對，最後採同音筆名（田中 美樹→田中 芳樹）。
藉《銀河英雄傳說》一躍成名，并在1988年以压倒性的人气获得“日本星云奖”。比較有名的作品除了《銀河英雄傳說》以外，還有《創龍傳》、《亞爾斯蘭戰記》、《藥師寺涼子怪奇事件簿》、中国歷史小説《紅塵》（宋金興亡劇——采石之戰）、《海嘯》（南宋滅亡劇——臨安陷落、崖山海戰）、《奔流》（南朝梁--鍾離之戰）、翻譯作品《隋唐演義》、《岳飛傳》、編譯作品《運命-二人皇帝》（靖難之役，幸田露伴原著的《運命》、二人皇帝是指建文帝和永樂帝）随筆《中国名将列傳》（和陳舜臣）等。
近年來虽作品产量下降，仍不乏有改编作品出现，例如《泰坦尼亚》、《亞爾斯蘭戰記》动画化。

## 作品

### 長篇作品
- 銀河英雄傳說（1982年 - 1987年、外傳：1984年 -）
- 亞爾斯蘭戰記（第一部：1986年－1990年、第二部：1991年－2017年）
- 《創龍傳》系列（1987年 - 2020年）
  1. 超能力四兄弟
  2. 摩天樓上的火龍
  3. 四兄弟的反擊
  4. 四海龍王的覺醒
  5. 海市蜃樓都市　（外傳一）
  6. 染血之夢
  7. 黃土之龍
  8. 仙境之龍
  9. 妖世紀之龍
  10. 大英帝國的末日
  11. 銀月王傳奇　（外傳二）
  12. 龍王風雲錄　（外傳三）
  13. 噴火列島
- 《夏日魔術》系列
  1. 夏日魔術（1988年）
  2. 夜半歌聲（1990年）
  3. 白色迷宮（1993年）
  4. 春日魔術（2002年）未有中文版
- 《馬法爾年代記》系列（1988年 - 1989年）
  1. 冰之王座
  2. 雪之帝冠
  3. 炎之凱歌
- 灼熱的龍騎兵（レッドホット・ドラグーン、1989年 - ）
- 《泰坦尼亞》系列（1988年 - 2015年）
  1. 疾風篇
  2. 暴風篇
  3. 旋風篇
  4. 烈風篇
  5. 凄風篇
- CRS 系列--紅薔薇新娘（1989年．收錄）
- 自轉地球儀世界（1990年 -）
- 黃土之夢（1995年- ．小說原案）
- 隋唐演義（1995年- ．編譯)
- KLAN（1995年）
- 頝纈城綺譚（1995年）
- 《藥師寺涼子之怪奇事件簿》系列（1996年-）
  1. 魔天樓（1996年）
  2. 東京夜未眠 （1998年）
  3. 敬女神而遠之（1999年） - 短篇
  4. 巴黎‧妖都變（2000年）
  5. 克里奧佩特拉之葬送（2001年）
  6. 黒蜘蛛島（ブラックスパイダー・アイランド、2003年）
  7. 夜光曲（2004年）
  8. 霧之訪問者（2005年）
  9. 小心水妖之日（2007年）
- 中國武將列傳（1996年）
- 海嘯（1997年）
- 奔流（1998年）
- 蘭陵王（2009年）

### 短篇作品
- 白夜的弔鐘（1981年．李家豐名義）
- 戰場夜想曲（1987年．短篇集）
- 西風之戰記（1987年）
- 流星航路（1987年．短篇集）
- 夢幻都市（1988年）
- 為婚紗襯上深紅薔薇
- 晴天突然……（1989年．連載）
- 七都市物語（1990年．收錄）
- 亞普菲蘭特（1990年）
- 風翔萬里（1991年）
- 長江落日賦（1992年．短篇集）
- 紅塵（1993年）
- 加爾柏提亞綺想曲（1994年）
- 黑龍潭異聞
- 波羅的海復仇記
- 天竺熱風錄
- 萊茵河的囚徒

### 改編作品
- 銀河英雄傳說[4](作畫：道原克己, 藤崎龍)
- 爱莎菲尔故事
- 阿菲兰大冒险(作畫：福山桂子)
- 帝国罗曼史[5](作畫：黑田香津美)
- 泰坦尼亚[6](作畫：GUNTETSU)
- 亚尔斯兰战记[7](作画：荒川弘)

## 外部連結
- Wright Staff （页面存档备份，存于） - 田中芳樹所屬版權管理業者（日語）
- 田中芳樹雜誌刊載作品 （页面存档备份，存于）（日語）
- aNobii: Group: 田中芳樹同好會 （页面存档备份，存于）（中文）